# Transylvania University

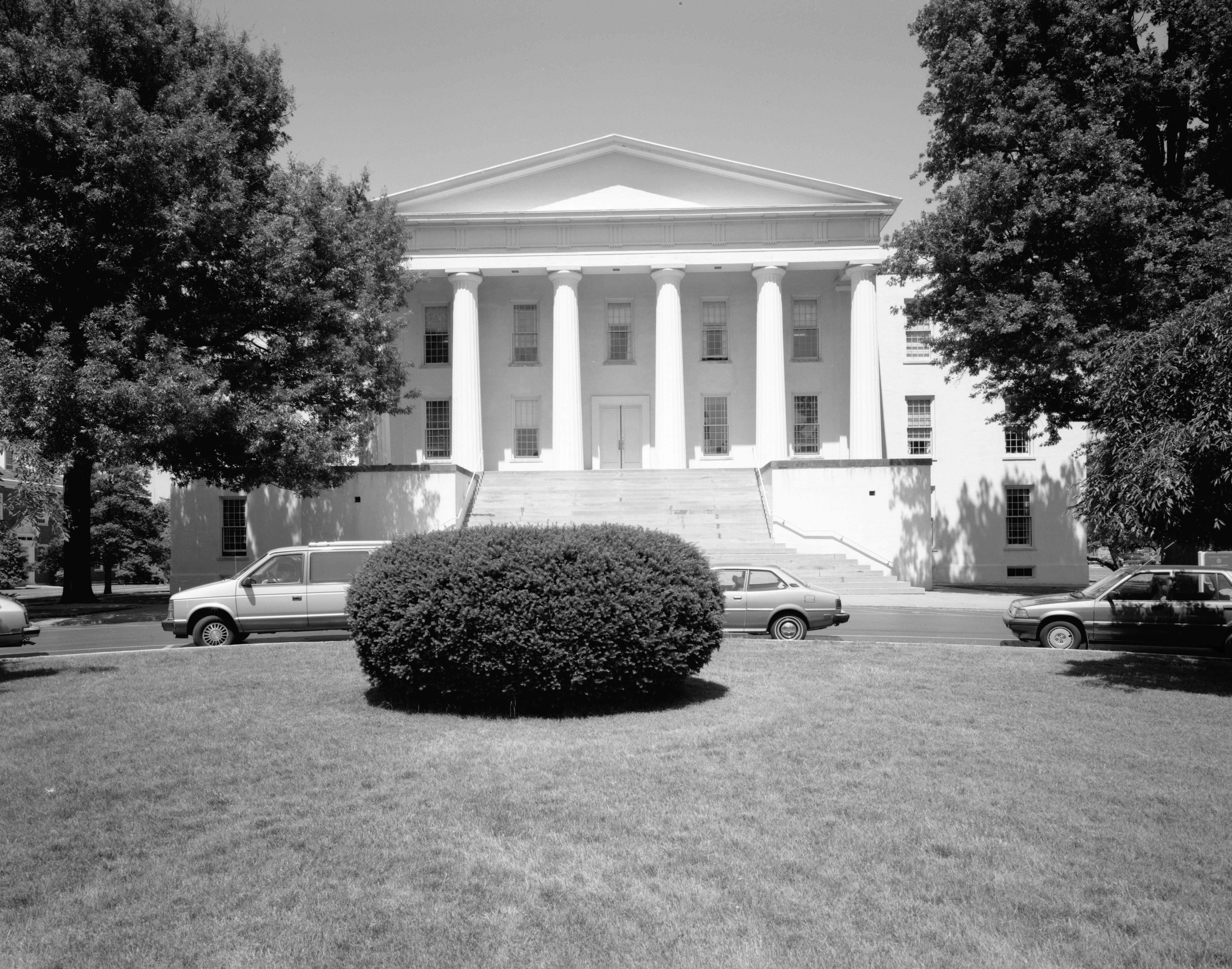
Das im NRHP gelistete Old Morrison, am Campus der Transylvania Hochschule

Die Transylvania University ist eine private, auf grundständige Studiengänge der freien Künste ausgelegte Hochschule in Lexington, im US-Bundesstaat Kentucky in den Vereinigten Staaten. Sie gehört der Southern Association of Colleges and Schools an.

## Geschichte
Nach Bewilligung durch die Virginia General Assembly wurde die Transylvania University 1780 gegründet. Sie wurde die erste Hochschule westlich der damaligen Allegheny Mountains sowie landesweit die 16. Schule ihrer Art. Im Vorfeld zog die Ursprungsschule, die in einer Blockhütte im Boyle County ihre Wurzeln hatte, 1789 um nach Lexington. Erster Standort war ein kleines Gebäude, das im heutigen Gratz Park Historic District lag, ein Distrikt, der von der NRHP als historisch gelistet wird. Nachdem ein Feuer 1829 das Schulgebäude zerstörte, wurde ein neues Gebäude unter der Aufsicht von Henry Clay 1833 errichtet, das Old Morrison-Gebäude, wo die heutige Schule mit Campus jetzt steht.
In den Anfangsjahren beinhaltete das Programm der Schule Fachgebiete der Medizin, Rechtswissenschaft, Theologie und Kunst.
Unterstützer der Schule waren u. a. Persönlichkeiten wie George Washington, Thomas Jefferson, John Adams oder Aaron Burr.

## Namensherkunft
Aus dem lateinischen Transylvania („hinter dem Wald“) herrührend, wurde bei der Gründung der Hochschule, in Anlehnung des zum damaligen westlichen und dichtbewaldete Gebiet des Bundesstaats Virginia gewählt, das heute zu Kentucky gehört.

## Bekannte Absolventen

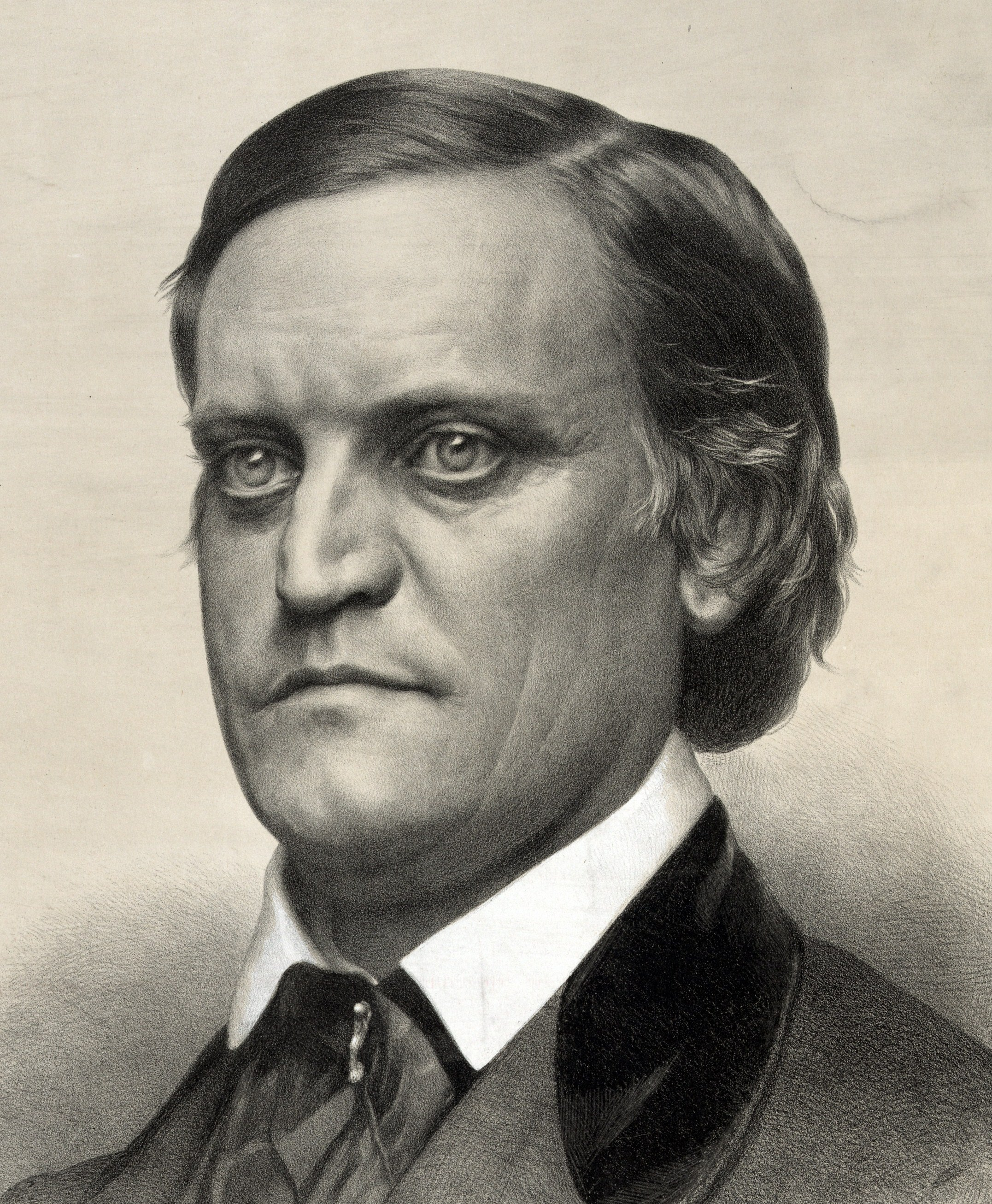
John Breckinridge, Vizepräsident der Vereinigten Staaten 1857–1861

- David Rice Atchison (1807–1886), amerikanischer Politiker
- Stephen F. Austin (1793–1836), amerikanischer Politiker und Gründer des heutigen US-Bundesstaats Texas
- William T. Barry (1784–1835), amerikanischer Politiker der Demokratisch-Republikanischen Partei
- Ned Beatty (1937–2021), amerikanischer Schauspieler
- James G. Birney (1792–1857), amerikanischer Abolitionist, Politiker und Jurist
- Francis Preston Blair senior (1791–1876), amerikanischer Journalist und Politiker
- Francis Preston Blair junior (1821–1875), amerikanischer Politiker und Generalmajor der Unionsarmee während des Sezessionskriegs
- John C. Breckinridge (1821–1875), Offizier des US-Heeres, Vizepräsident der Vereinigten Staaten und US-Senator für den Bundesstaat Kentucky
- Benjamin Gratz Brown (1826–1885), amerikanischer Politiker, und von 1871 bis 1873 der 20. Gouverneur vom US-Bundesstaat Missouri
- William Orlando Butler (1791–1880), amerikanischer Politiker und demokratischer Kandidat für die Vizepräsidentschaft an der Seite von Lewis Cass bei der Präsidentschaftswahl 1848
- Alexander Campbell (1779–1857), amerikanischer Politiker des US-Bundesstaates Ohio
- Albert Benjamin „Happy“ Chandler (1898–1991), amerikanischer Politiker und Gouverneur des Bundesstaates Kentucky
- Thomas James Churchill (1824–1905), amerikanischer Politiker und Generalmajor des konföderierten Heeres
- Cassius Marcellus Clay (1810–1903), amerikanischer Politiker und Abolitionist
- Jefferson Davis (1808–1889), amerikanischer Politiker, von 1861 bis 1865 der erste und einzige Präsident der Konföderierten Staaten
- John Marshall Harlan (1833–1911), amerikanischer Richter am Obersten Gerichtshof der Vereinigten Staaten
- Richard Mentor Johnson (1780–1850), amerikanischer Politiker und der neunte Vizepräsident der Vereinigten Staaten
- Albert Sidney Johnston (1803–1862), Offizier des US-Heeres
- Beriah Magoffin (1815–1885), amerikanischer Politiker und Gouverneur des Bundesstaates Kentucky
- Stevens Thomson Mason (1811–1843), amerikanischer Politiker und erster Gouverneur des Bundesstaates Michigan
- John Calvin McCoy (1811–1889), Gründervater von Kansas City
- Frank Daniel Mongiardo (* 1960), amerikanischer Arzt und Vizegouverneur vom Bundesstaat Kentucky
- John McCracken Robinson (1794–1843), US-Senator für den Staat Illinois
- James Sidney Rollins (1812–1888), amerikanischer Jurist und Politiker
- Wilson Shannon (1803–1877), amerikanischer Politiker
- James Speed (1812–1887), amerikanischer Jurist, Politiker und Justizminister